# Yaguará (kommun)
Yaguará är en kommun i Colombia.   Den ligger i departementet Huila, i den centrala delen av landet, 270 km sydväst om huvudstaden Bogotá. Antalet invånare är 7 865.